# Musaranya de Kenya
La musaranya de Kenya (Crocidura zaphiri) és una espècie de mamífer eulipotifle de la família de les musaranyes (Soricidae). que viu a Etiòpia i Kenya.